# Евробет

## Организация
„Евробет“ ООД е компания, развиваща своята дейност в сферата на развлекателната индустрия от 2006 г. Оттогава Евробет е най-голямата частна лотарийна компания в България с над 851 търговски обекта в страната.
Като организатор на игри на късмета дружеството предлага на българския пазар игрите „Еврошанс“, „Лотомания“, „Случайни събития“, „Покер шанс“ и скреч картите „Лотария България“. Игровите платформи на всичките тези игри са изработени от DECART. 
Управител на „Евробет“ ООД е Милен Стаматов. Компанията е член на БФБЛ и БАРХИ. 

## Описание на игрите
- Еврошанс е игра със залози на базата на фиксирани коефициенти, при която се теглят 20 от 80 числа на всеки 10 минути с възможност за печалба от 1 млн. лева. [3]
- Poker Chance е игра със залози на базата на фиксирани коефициенти, при която се залага на ръце от покера. Талонът Poker Chance съдържа графика на 3 маси за покер с различни номера на възможни резултати в играта.[4]
- Lottomania представлява игра с числа. Всеки играч маркира 8 числа от 20 и една звезда от 4 възможни. На всеки 5 минути има тегления, а на всеки 10 – възможност за печалба на 1 млн. лева.[5]
- Случайни събития – залага се на случайни събития. Всяко събитие може да се дефинира като възможност за залог. Победители от X Factor, Английска висша лига, Наградите Грами и др.[6]
- Лотария България предлага голямо разнообразие от скреч карти и възможности за по-лесно внедряване на нови игри и билети в търговската мрежа.
- Bingo Милиони е успешна комбинация от моменти печалби, джакпот и забавно ТВ Шоу-игра, която се излъчва два пъти в седмицата. [7]